# مرا بهتر از خودم می‌شناسی
«من را بهتر از خودم می‌شناسی» یک تک‌آهنگ از آدام لمبرت است که در سال ۲۰۱۱ میلادی منتشر شد.
این تک‌آهنگ در چارت‌های فنلاند جزو ده ترانه اول قرار گرفت.